# George Chakiris

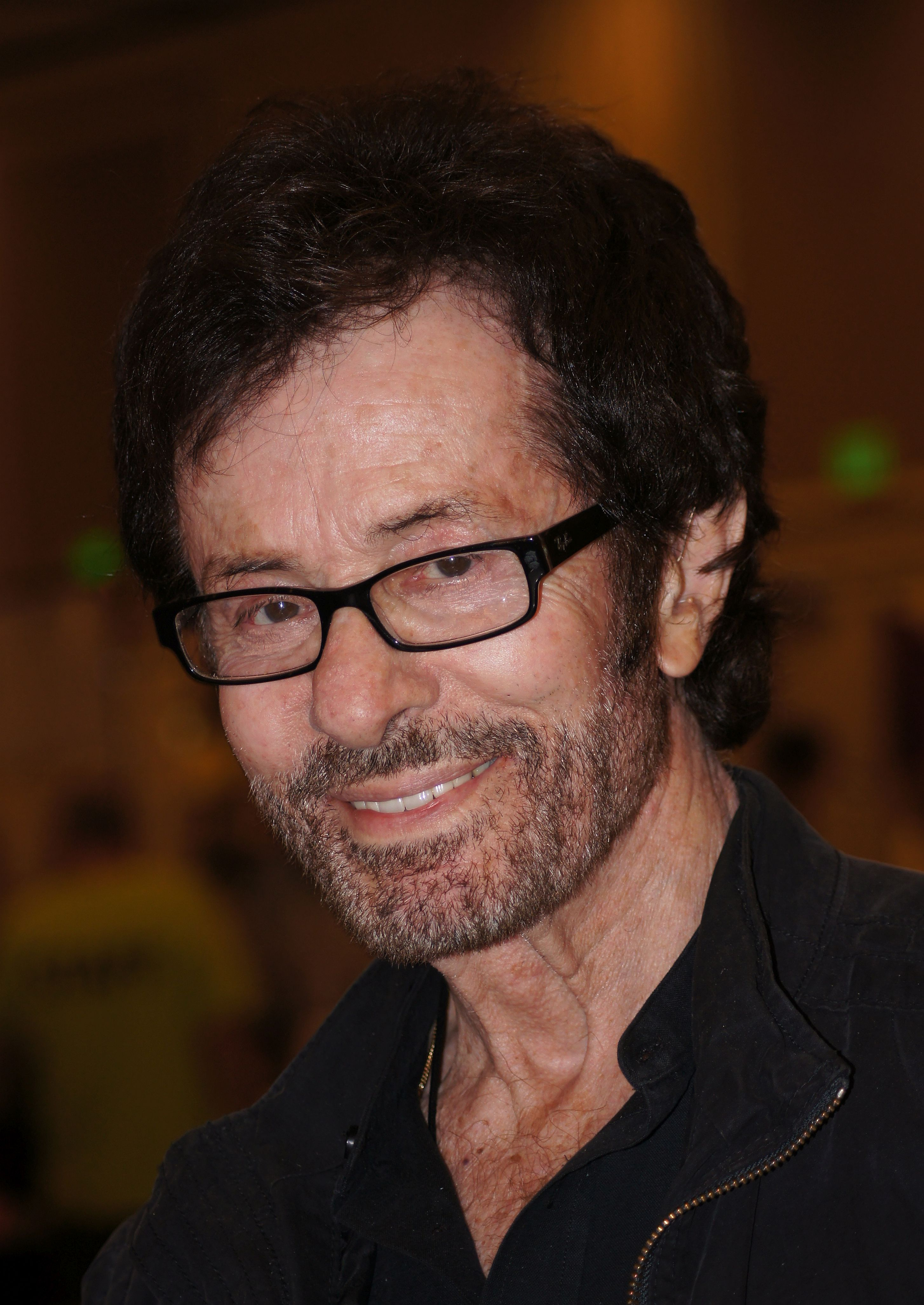
George Chakiris (2010)

George Chakiris (* 16. September 1932 in Norwood, Ohio) ist ein US-amerikanischer Schauspieler. Bekanntheit erlangte er Anfang der 1960er Jahre durch die Filmversion des Broadway-Musicals West Side Story, in der er für seine Nebenrolle als Bernardo mit dem Oscar und dem Golden Globe Award preisgekrönt wurde.

## Biografie
George Chakiris wurde 1932 im Mittleren Westen der USA als Sohn des griechischen Immigranten Steven Chakiris und dessen Ehefrau Zoey geboren und wuchs mit zwei Brüdern und vier Schwestern auf. Er feierte sein Spielfilmdebüt als Vierzehnjähriger in Clarence Browns Literaturverfilmung Clara Schumanns große Liebe (1947), in der er einen kleinen Part als Chorsänger ergattern konnte. Nach seinem High-School-Abschluss war Chakiris tagsüber als Angestellter in einem Warenhaus in Los Angeles beschäftigt, während er in den Abendstunden Tanz-, Gesangs- und Schauspielunterricht nahm. Er gehörte unter anderem zu den Schützlingen von Eugene Lorings Hollywooder American School of Dance, wo unter anderem auch Mary Tyler Moore ihre Ausbildung absolvierte.
Erster Erfolg stellte sich Anfang der 1950er Jahre ein, als er mehrere Engagements als Tänzer in Filmen wie Blondinen bevorzugt (1953), Weiße Weihnachten, Rhythmus im Blut, Brigadoon (jeweils 1954) oder Viva Las Vegas (1955) erhielt, in denen er so bekannte Stars wie Marilyn Monroe in der Revuenummer „Diamonds Are a Girl’s Best Friend“ oder Rosemary Clooney unterstützte. Die erste kleine Schauspielrolle erhielt er 1957 in James B. Clarks Kriegsdrama Under Fire. Danach unterbrach Chakiris seine Filmkarriere und übernahm in der Londoner Musical-Produktion von West Side Story, eine Übertragung der Shakespeare-Tragödie Romeo und Julia in das New York der 1950er Jahre, die Rolle des Riff. Der Produktion war bei ihrer Premiere am New Yorker Broadway (1957) Erfolg bei Kritikern und Publikum beschieden und in Robbins’ und Robert Wises 1961 entstandener gleichnamiger Verfilmung gab Chakiris neben Natalie Wood und Richard Beymer den Part des Bernardo. Dieser markiert den Höhepunkt der Karriere des Schauspielers, Sängers und Tänzers und brachte ihm 1962 den Oscar und Golden Globe ein.
Ähnlich wie seine ebenfalls Oscar-prämierte Filmpartnerin Rita Moreno konnte Chakiris in der Folge jedoch nicht mehr an den Erfolg von West Side Story anknüpfen, obwohl er später in Europa mit so renommierten Regisseuren wie Luigi Comencini (Zwei Tage und zwei Nächte, 1963), René Clément (Brennt Paris?, 1966) oder Jacques Demy (Die Mädchen von Rochefort, 1967) drehte und Stars wie Claudia Cardinale oder Catherine Deneuve zu seinen Leinwandpartnerinnen zählte. Im Jahr 1966 stellte er im Film Der Dieb der Mona Lisa den Kunstdieb Vincenzo Peruggia dar, der 1911 die Mona Lisa aus dem Pariser Louvre gestohlen hatte. Die meisten Spielfilm-Angebote aus den USA schlug er aus, da er aufgrund des Erfolgs von West Side Story überwiegend Latino-Rollen oder Choreografen-Parts übernehmen sollte. Neben seiner Spielfilmkarriere trat er mit Erfolg in Nachtclubs, wie dem Caesars Palace in Las Vegas auf.
Bald nach seinem Auftritt in Tito Davisons Thriller Dosierter Mord (1969) mit Lana Turner ließen die Filmangebote nach, sodass er sich ab den 1970er-Jahren vermehrt auf Fernsehrollen konzentrierte. Er absolvierte zahlreiche Gastauftritte in bekannten Serien und Mehrteilern, darunter die des Frédéric Chopin in der preisgekrönten britischen Produktion Notorious Woman (1974) neben Rosemary Harris, sowie Fantasy Island (1982), Liebe, Lüge, Leidenschaft (1984) und Mord ist ihr Hobby. In der Serie Dallas war er in den Jahren 1985 und 1986 in der wiederkehrenden Nebenrolle des Nicholas zu sehen. Seinen vorläufig letzten Fernsehauftritt gab er 1996 in der Episode Extra! Extra! der erfolgreichen britischen Comedy-Sitom Last of the Summer Wine, seinen letzten Theaterauftritt ein Jahr später.
Der Schauspieler, der zeit seines Lebens weder verheiratet war noch Kinder hat, lebt in Los Angeles und widmet sich mittlerweile der Silberschmuck-Herstellung.

## Filmografie (Auswahl)
- 1947: Clara Schumanns große Liebe (Song of Love)
- 1952: Liebe, Pauken und Trompeten (Stars and Stripes Forever)
- 1953: Gefährtin seines Lebens (The President’s Lady)
- 1953: Blondinen bevorzugt (Gentlemen Prefer Blondes)
- 1953: Eine Chance für Suzy (Give a Girl a Break)
- 1956: Viva Las Vegas (Meet Me in Las Vegas)
- 1957: Under Fire
- 1961: West Side Story
- 1961: Mandelaugen und Lotosblüten (Flower Drum Song)
- 1962: Der König von Hawaii (Diamond Head)
- 1963: Zwei Tage und zwei Nächte (La ragazza di Bube)
- 1963: Könige der Sonne (Kings of the Sun)
- 1964: Wir warten in Ashiya (Flight from Ashiya)
- 1964: Kampfgeschwader 633 (633 Squadron)
- 1964: Freiwild unter heißer Sonne (The High Bright Sun)
- 1966: Der Dieb der Mona Lisa (Il ladro della Gioconda)
- 1967: Die Mädchen von Rochefort (Les Demoiselles de Rochefort)
- 1969: Dosierter Mord (The Big Cube)
- 1979: Warum bleibst du nicht bis zum Frühstück? (Why Not Stay for Breakfast?)
- 1982: Jekyll und Hyde – Die schärfste Verwandlung aller Zeiten (Jekyll and Hyde... Together Again)
- 1985–1986: Dallas (Fernsehserie, 11 Folgen)
- 1990: Pale Blood
- 1996: Last of the Summer Wine (Fernsehserie, eine Folge)
- 2021: Rita Moreno: Just a Girl Who Decided to Go for It (Dokumentarfilm)

## Auszeichnungen
Oscar: 1962: Bester Nebendarsteller für West Side Story
Golden Globe: 1962: Bester Nebendarsteller und nominiert als Bester Nachwuchsdarsteller für West Side Story
Weitere: Laurel Award 1962: Platz 2 in der Kategorie Bester Nebendarsteller und nominiert als Bester Nachwuchsdarsteller für West Side Story